# Электроника ИМ-09
«Электроника ИМ-09. Космический мост» — электронная игра, одна из серии первых советских портативных электронных игр с жидкокристаллическим экраном, производимых под торговой маркой «Электроника». Клон игры Nintendo FR-27 Fire из серии Nintendo Game & Watch.

## Описание игры
Действие игры происходит на некой планете, на которой в результате извержения вулкана база космонавтов оказалась отрезана от транспортера тремя потоками лавы. Существует мост, который можно перебросить только через один поток лавы из трех. Из здания базы поочередно выпрыгивают космонавты с целью попасть в транспортер, для этого им следует преодолеть все 3 потока лавы. Цель игры — кнопками "Влево и «Вправо» переставлять мост под каждого космонавта, преодолевающего каждый поток лавы. В противном случае, если космонавт провалится, игрок получит штрафное очко. После получения трех таких штрафных очков игра заканчивается. При достижении 200 и 500 очков штрафные очки аннулируются. По достижении 999 очков игра продолжается со счёта 0, набранный штраф не сбрасывается (в дальнейшем может быть сброшен при повторном достижении 200 и 500 очков), а сложность игры продолжает возрастать.
Игра имеет две степени сложности, вызываемые соответственно кнопками «Игра А» и «Игра Б», расположенными в правом верхнем углу игры. Игра А означает, что космонавты будут прыгать только с верхнего этажа базы, в Игре Б — и с верхнего и с нижнего.
Под этими двумя кнопками находится кнопка «Время», при помощи которой изменяются настройки времени. Игра может служить настольными часами и будильником. На задней стороне игры расположена складывающаяся проволочная ножка, позволяющая ставить игру на стол по аналогии с фоторамкой.
Выпускалась заводом «Ангстрем» в г. Зеленограде с 1989 года.

## Видео
https://www.youtube.com/watch?v=IVptxW9j-ow  набрано 3599 очков в игре «Космический мост». Возможно, мировой рекорд.

## Фотографии

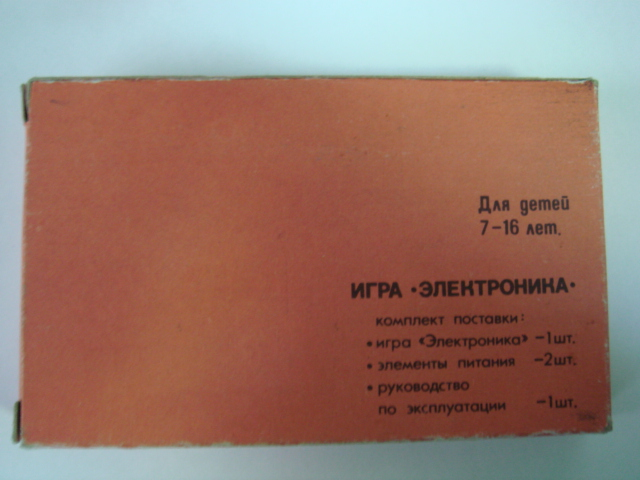
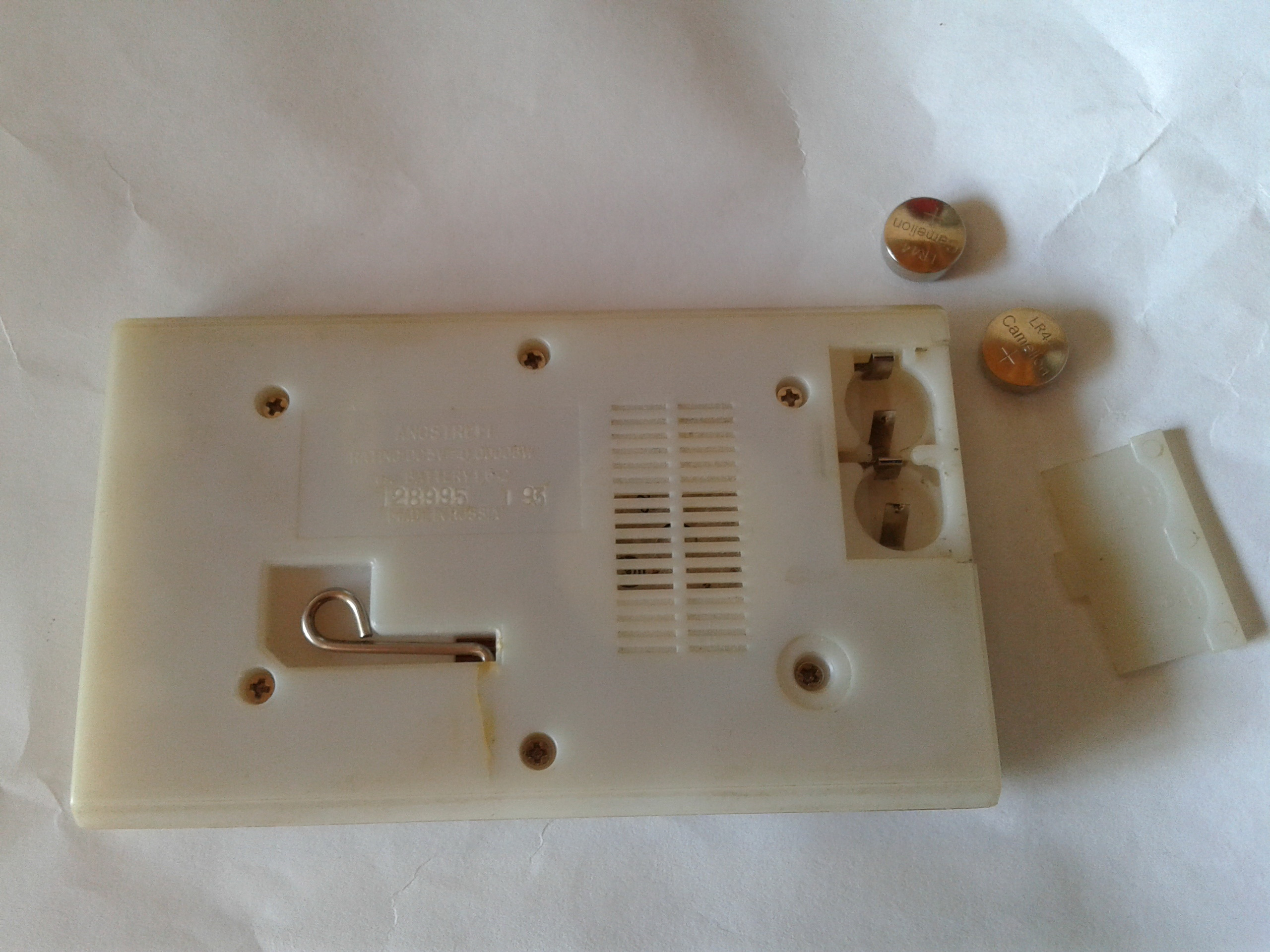
Обратная сторона с открытым батарейным отсеком
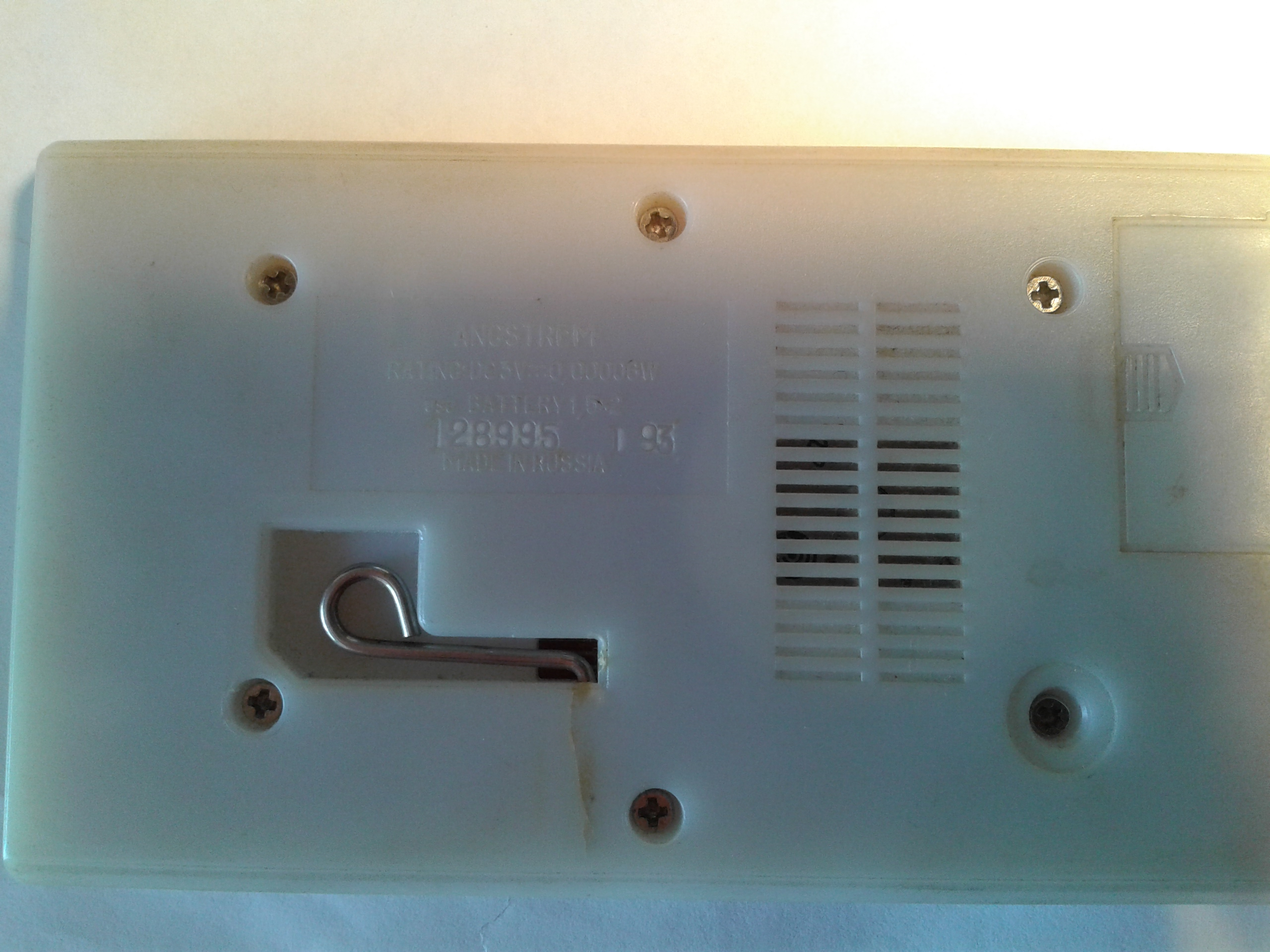
Серийный номер и дата выпуска игры
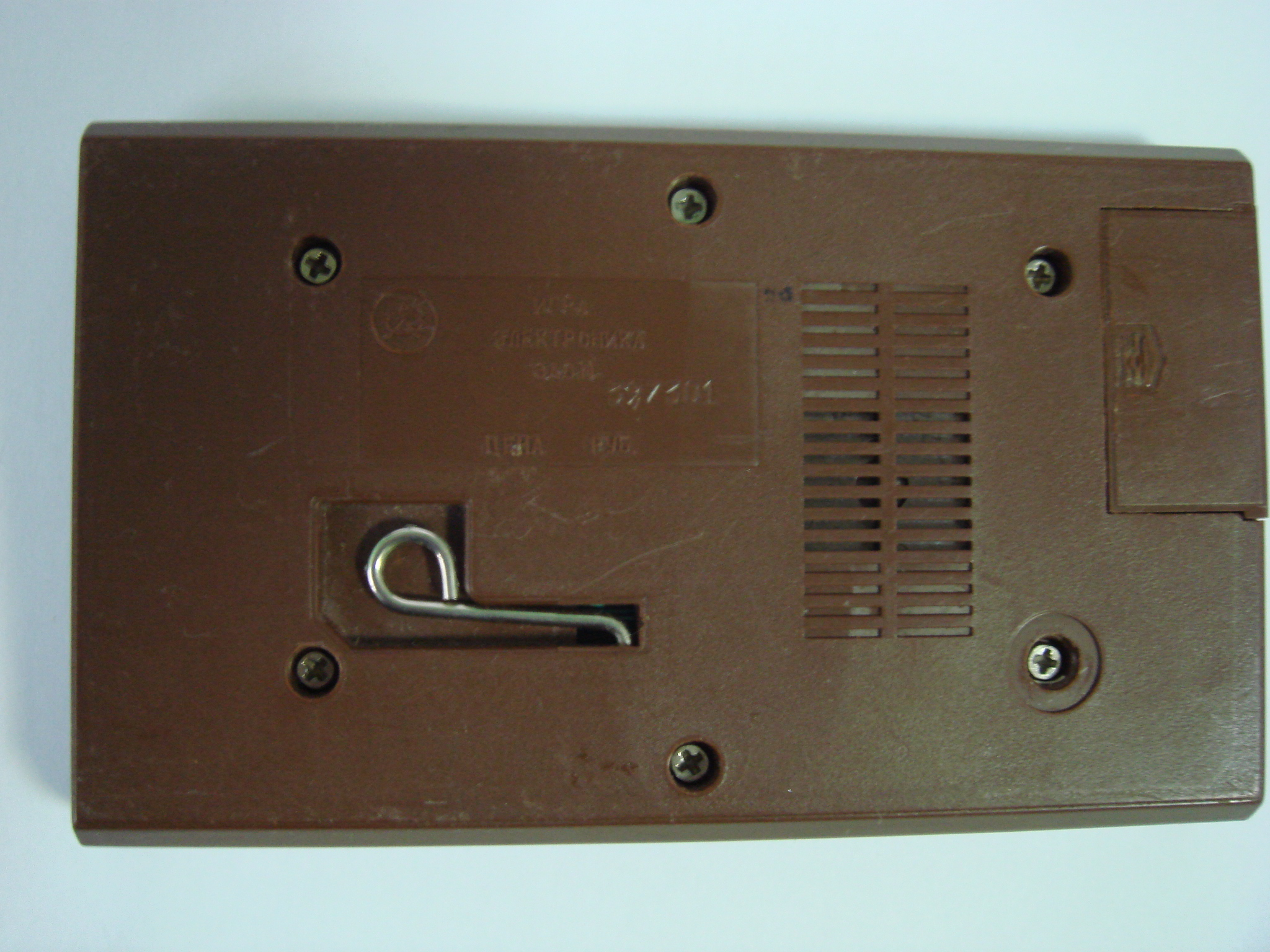